# Draft 1983 de la NFL
1982 1984
La draft 1983 de la NFL est la 48e draft organisée par la National Football League (NFL). Elle se tient les 26 et 27 avril 1983 au New York Sheraton Hotel de New York, aux États-Unis. La cérémonie est diffusée nationalement sur la chaîne de télévision ESPN.
Elle permet aux 28 franchises de football américain de sélectionner des joueurs universitaires éligibles pour jouer professionnels.
Avec le premier choix de sélection, les Colts de Baltimore sélectionnent le quarterback John Elway. Cette draft est considérée comme celle des quarterbacks avec les sélections de Jim Kelly par les Bills de Buffalo, de Dan Marino par les Dolphins de Miami ou encore Tony Eason par les Patriots de la Nouvelle-Angleterre.
Avec le deuxième choix, les Rams de Los Angeles choisissent le running back Eric Dickerson.

## Contexte
La National Football League est mise sous pression par la concurrence de l'United States Football League qui a enrôlé le vainqueur du trophée Heisman Herschel Walker en lui offrant le contrat le plus lucratif jamais proposé à un joueur de football américain en février 1983,. La saison 1982 de la NFL a également été marquée par une grève de 57 jours entre septembre et novembre, le syndicat des joueurs demandant, entre autres revendications, que l'échelle des salaires des joueurs soit annexée aux revenus de la ligue. La grève prend fin par un nouvel accord de cinq ans qui augmente les salaires, propose des plans retraite et permet au syndicat des joueurs de recevoir une copie de tous les contrats des joueurs.

## La draft desquarterbacks
À la veille de la draft 1983 de la NFL, la cérémonie est vue comme celle des quarterbacks. Lors de la dernière décennie, seulement 14 quarterbacks ont été sélectionnés au premier tour de la draft, le plus grand nombre étant trois en 1979 : Jack Thompson par les Bengals de Cincinnati, Phil Simms par les Giants de New York et Steve Fuller par les Chiefs de Kansas City.

### La saga John Elway, premier choix des Colts
La draft 1983 de la NFL est marquée par le premier choix des Colts de Baltimore. Les Colts sortent d'une saison difficile sous les ordres de l'entraîneur débutant Frank Kush (en). Ils ont terminé une saison raccourcie par la grève avec huit défaites et un match nul pour aucune victoire. De plus, les rumeurs font état à la fois de difficultés financières du propriétaire Robert Irsay (en) et de sa volonté de déménager la franchise dans une autre ville.
Le quarterback de Cardinal de Stanford John Elway se sait le joueur le plus demandé de la ligue. Le joueur et son père n'ont pas envie que le joueur prodige joue pour les Colts de Baltimore. Son agent, l'avocat Marvin Demoff, lui propose de négocier avec les Colts pour qu'ils l'échangent. Pour justifier cette demande de transfert, l'agent conseille au joueur de dire publiquement qu'il préfère jouer dans une équipe professionnelle de la côte Ouest des États-Unis. Demoff, qui tient un journal quotidien sur les négociations avec les différentes équipes, met également la pression sur les Colts en utilisant les performances du joueur au baseball,. Sélectionné par les Yankees de New York en 1981, Elway visite le Yankee Stadium quelques jours avant la draft 1983. Ce comportement lui vaut de vives critiques de la part du quarterback des Steelers de Pittsburgh Terry Bradshaw.
Le manager général de Baltimore, Ernie Accorsi, récemment nommé par le propriétaire, a fixé le prix d'Elway à trois choix de premier tour, dont un dans les cinq premiers choix, et deux choix de deuxième tour. Le club reçoit de nombreuses propositions d'échange pour ce premier choix, notamment de la part des Raiders de Los Angeles qui offre aux Colts trois choix de premier tour et le quarterback remplaçant Marc Wilson en échange du premier choix. Profitant de la pression mise sur le club par le joueur, les offres que les Colts reçoivent sont de moins en moins intéressantes. Le propriétaire de la franchise Jim Irsay veut que l'échange soit réalisé avant la draft et prend le contrôle des opérations. Ernie Accorsi souhaite sélectionner Elway, quitte à ce qu'il joue au baseball, sachant que la draft 1984 offrira peu de quarterbacks intéressants et spéculant que le prix d'Elway ne va pas baisser dans la saison. Alors qu'Irsay négocie un transfert dans lequel John Hannah est impliqué, Accorsi menace de démissionner si l'échange est conclu.
Les Colts déclinent toutes les offres et n'utilisent que neuf secondes de leurs quinze minutes imparties pour sélectionner John Elway. Après que le commissaire de la ligue Pete Rozelle ait annoncé la sélection, les premières réactions, notamment du journaliste Paul Zimmerman, évoque la panique de l'organisation des Colts dans cette rapide sélection. En conférence de presse, Elway déclare avoir été appelé par l'entraîneur Frank Kush (en) et lui avoir dit qu'il n'avait rien. Quelques heures après cette sélection, le père du joueur, Jack, déclare publiquement que son fils « ne jouera jamais pour Irsay ou l'entraîneur Kush » avant que son fils ajoute en conférence de presse qu'il a décidé de jouer au baseball pour les Yankees de New York.
Une semaine plus tard, le 2 mai, John Elway est envoyé aux Broncos de Denver en échange de Chris Hinton, sélectionné en quatrième position à la draft, le quarterback Mark Herrmann et le choix de premier tour des Broncos pour la draft 1984. L'échange est unanimement évalué en faveur des Broncos qui obtiennent un joueur extrêmement convoité à un prix jugé peu élevé.

### La chute de Dan Marino jusqu'aux Dolphins
Don Shula ne s'attend pas à ce que Dan Marino soit disponible lorsqu'il a l'occasion de recruter un jeune joueur en 27e position, pourtant le quarterback, meilleur joueur du Hula Bowl et du Senior Bowl, est disponible. Après la saison de débutant de Dan Marino, les qualités de l'ancien étudiant de l'université de Pittsburgh sont mises en lumière par les médias.

## Composition de la draft 1983 de la NFL
La Draft se compose de 12 tours, qui permettent 28 choix chacun (soit un par équipe en principe). L'ordre des franchises est normalement décidé pour chaque tour par leurs résultats au cours de la saison précédente : plus une équipe réussit sa saison, plus son choix de draft sera tardif, et inversement. Par exemple, les Colts de Baltimore, avec le pire bilan de la saison 1982, aucune victoires contre 8 défaites et un nul, obtiennent le premier choix de draft et le premier choix de chaque tour à tour de rôle. À l'inverse les Redskins de Washington, vainqueurs du Super Bowl XVII et donc champions en titre, obtiennent le dernier choix de chaque tour.
Les choix de draft peuvent aussi être échangés entre les équipes, contre d'autres choix de draft ou même des joueurs, ce qui explique que certaines franchises aient plusieurs choix ou même aucun durant un tour.
Les franchises peuvent enfin recevoir des choix de compensations en fin de tour, qui permettent à des équipes ayant perdu plus de joueurs qu'ils ne pouvaient en acquérir à l'inter-saison d'effectuer une sélection supplémentaire.
Légende :
- ° : Intronisé au Pro Football Hall of Fame
- † : Joueur sélectionné pour le Pro Bowl

### 1ertour
La draft 1983 est marquée par la sélection de six quarterbacks au premier tour, deux de plus que le précédent record. Dans une stratégie d'accumuler de nombreux choix de sélection, les Oilers de Houston réalisent deux transferts pour descendre dans la hiérarchie de la deuxième à la neuvième place. Au contraire, les deux équipes qui négocient avec les Oilers pour grimper dans le classement ne souhaite pas manque les deux principaux running backs de cette draft.
| Choix | Équipe                             | Joueur               | Poste            | Équipe universitaire                   | Notes                        |
| ----- | ---------------------------------- | -------------------- | ---------------- | -------------------------------------- | ---------------------------- |
| 1     | Colts de Baltimore                 | John Elway °         | Quarterback      | Cardinal de Stanford                   |                              |
| 2     | Rams de Los Angeles                | Eric Dickerson °     | Running back     | Mustangs de SMU                        | Oilers → Rams,               |
| 3     | Seahawks de Seattle                | Curt Warner †        | Running back     | Nittany Lions de Penn State            | Rams → Oilers → Seahawks,    |
| 4     | Broncos de Denver                  | Chris Hinton †       | Offensive guard  | Wildcats de Northwestern               |                              |
| 5     | Chargers de San Diego              | Billy Ray Smith      | Linebacker       | Razorbacks de l'Arkansas               | 49ers → Chargers,            |
| 6     | Bears de Chicago                   | Jim Covert (en) †    | Offensive tackle | Panthers de Pittsburgh                 |                              |
| 7     | Chiefs de Kansas City              | Todd Blackledge (en) | Quarterback      | Nittany Lions de Penn State            |                              |
| 8     | Eagles de Philadelphie             | Michael Haddix (en)  | Running back     | Bulldogs de Mississippi State          |                              |
| 9     | Oilers de Houston                  | Bruce Matthews °     | Offensive tackle | Trojans d'USC                          | Seahawks → Oilers            |
| 10    | Giants de New York                 | Terry Kinard (en) †  | Safety           | Tigers de Clemson                      |                              |
| 11    | Packers de Green Bay               | Tim Lewis (en)       | Cornerback       | Panthers de Pittsburgh                 | Saints → Packers,            |
| 12    | Bills de Buffalo                   | Tony Hunter (en)     | Tight end        | Fighting Irish de Notre Dame           |                              |
| 13    | Lions de Détroit                   | James Jones (en)     | Fullback         | Gators de la Floride                   |                              |
| 14    | Bills de Buffalo                   | Jim Kelly °          | Quarterback      | Hurricanes de Miami                    | Browns → Bills,              |
| 15    | Patriots de la Nouvelle-Angleterre | Tony Eason           | Quarterback      | Fighting Illini de l'Illinois          |                              |
| 16    | Falcons d'Atlanta                  | Mike Pitts (en)      | Defensive end    | Crimson Tide de l'Alabama              |                              |
| 17    | Cardinals de Saint-Louis           | Leonard Smith (en)   | Cornerback       | Cowboys de McNeese State (en)          |                              |
| 18    | Bears de Chicago                   | Willie Gault         | Wide receiver    | Volunteers du Tennessee                | Buccaneers → Bears,          |
| 19    | Cowboys de Dallas                  | Joey Browner †       | Linebacker       | Trojans d'USC                          |                              |
| 20    | Chargers de San Diego              | Gary Anderson (en) † | Running Back     | Razorbacks de l'Arkansas               | Packers → Chargers,          |
| 21    | Steelers de Pittsburgh             | Gabriel Rivera (en)  | Defensive tackle | Red Raiders de Texas Tech              |                              |
| 22    | Chargers de San Diego              | Gill Byrd (en) †     | Cornerback       | Spartans de San Jose State             | Chargers → 49ers → Chargers, |
| 23    | Cowboys de Dallas                  | Jim Jeffcoat (en)    | Defensive end    | Sun Devils d'Arizona State             |                              |
| 24    | Jets de New York                   | Ken O'Brien (en) †   | Quarterback      | Aggies d'UC Davis                      |                              |
| 25    | Bengals de Cincinnati              | Dave Rimington (en)  | Centre           | Cornhuskers du Nebraska                |                              |
| 26    | Raiders de Los Angeles             | Don Mosebar (en) †   | Centre           | Trojans d'USC                          |                              |
| 27    | Dolphins de Miami                  | Dan Marino °         | Quarterback      | Panthers de Pittsburgh                 |                              |
| 28    | Redskins de Washington             | Darrell Green °      | Cornerback       | Javelinas de Texas A&M–Kingsville (en) |                              |

#### Échanges1ertour
1. ↑    1. 2 Les Oilers échangent leur 2e choix de 1er tour contre le 3e choix du 1er tour des Rams ainsi que les choix de quatrième tour de 1983 (88e) et 1984 (102e) des Rams.
2. ↑    1. 3 voir #2 Oilers → Rams
3. ↑    1. 3 Les Oilers échangent leur 3e choix de 1er tour contre le 9e choix du 1er tour et les choix de deuxième et troisième tours (42e et 69e) des Seahawks
4. ↑    1. 5 Les 49ers envoient Fred Dean et un choix de premier tour (22e) aux Chargers pour des choix de premier et deuxième tours (5e et 36e).
5. ↑    1. 9 voir #3 Oilers → Seahawks
6. ↑    1. 11 Les Packers échangent Bruce Clark avec les Saints pour un choix de premier tour (11e).
7. ↑    1. 14 Les Bills envoient Tom Cousineau aux Browns pour un choix de premier tour en 1983 (14e), un choix de troisième tour en 1984 (77e) et un choix de cinquième tour en 1985 (119e).
8. ↑    1. 18 Les Bears échangent leur choix de deuxième tour de la draft 1982 (32e) avec les Buccaneers pour un choix de premier tour en 1983 (18e).
9. ↑    1. 20 Les Chargers échangent John Jefferson (en) et un choix de premier tour de la draft 1982 (22e) avec les Packers pour Aundra Thompson (en), des choix de premier et deuxième tours en 1982 (13e et 40e), un choix de premier tour en 1983 (20e) et un choix de deuxième tour de la draft 1984 (39e).
10. ↑    1. 22 voir #5 49ers → Chargers
11. ↑    1. 22 Les Chargers échangent deux choix de deuxième tour (36e et 49e) avec les 49ers pour un choix de premier tour (22e).

### Joueurs notables sélectionnés dans les tours suivants
| Choix | Équipe                             | Joueur                  | Position         | Université                                  | Notes             |
| ----- | ---------------------------------- | ----------------------- | ---------------- | ------------------------------------------- | ----------------- |
| 32    | Rams de Los Angeles                | Henry Ellard (en) †     | Wide receiver    | Bulldogs de Fresno State                    |                   |
| 35    | Eagles de Philadelphie             | Wes Hopkins (en) †      | Safety           | Mustangs de SMU                             |                   |
| 37    | Giants de New York                 | Leonard Marshall †      | Defensive end    | Tigers de LSU                               |                   |
| 39    | Bills de Buffalo                   | Darryl Talley (en) †    | Linebacker       | Mountaineers de la Virginie-Occidentale     |                   |
| 41    | Browns de Cleveland                | Ron Brown (en) †        | Wide receiver    | Sun Devils d'Arizona State                  |                   |
| 42    | Oilers de Houston                  | Keith Bostic (en) †     | Safety           | Wolverines du Michigan                      | Seahawks → Oilers |
| 49    | 49ers de San Francisco             | Roger Craig †           | Running back     | Cornhuskers du Nebraska                     | Chargers → 49ers  |
| 54    | Raiders de Los Angeles             | Bill Pickel (en) †      | Defensive tackle | Scarlet Knights de Rutgers                  |                   |
| 61    | Chiefs de Kansas City              | Albert Lewis (en) †     | Cornerback       | Tigers de Grambling State (en)              |                   |
| 64    | Bears de Chicago                   | Dave Duerson †          | Safety           | Fighting Irish de Notre-Dame                |                   |
| 67    | Lions de Détroit                   | Mike Cofer (en) †       | Linebacker       | Volunteers du Tennessee                     |                   |
| 84    | Redskins de Washington             | Charles Mann (en) †     | Defensive end    | Wolf Pack du Nevada                         |                   |
| 97    | Rams de Los Angeles                | Vince Newsome (en) †    | Cornerback       | Huskies de Washington                       | Giants → Rams,    |
| 101   | Patriots de la Nouvelle-Angleterre | Johnny Rembert (en) †   | Linebacker       | Tigers de Clemson                           |                   |
| 110   | Raiders de Los Angeles             | Greg Townsend (en) †    | Defensive end    | Horned Frogs de TCU                         |                   |
| 119   | Chiefs de Kansas City              | Jim Arnold (en) †       | Punter           | Commodores de Vanderbilt                    |                   |
| 167   | Dolphins de Miami                  | Reggie Roby (en) †      | Punter           | Hawkeyes de l'Iowa                          |                   |
| 186   | Vikings du Minnesota               | Carl Lee (en) †         | Cornerback       | Thundering Herd de Marshall                 |                   |
| 187   | Patriots de la Nouvelle-Angleterre | Craig James (en) †      | Running back     | Mustangs de SMU                             |                   |
| 203   | Bears de Chicago                   | Richard Dent °          | Defensive end    | Tigers de Tennessee State (en)              |                   |
| 219   | Bears de Chicago                   | Mark Bortz (en) †       | Offensive guard  | Hawkeyes de l'Iowa                          | Chargers → Bears, |
| 223   | Dolphins de Miami                  | Mark Clayton (en) †     | Wide receiver    | Cardinals de Louisville                     |                   |
| 237   | Giants de New York                 | Ali Haji-Sheikh (en) †  | Kicker           | Wolverines du Michigan                      |                   |
| 276   | Bengals de Cincinnati              | Tim Krumrie (en) †      | Defensive tackle | Badgers du Wisconsin                        |                   |
| 289   | 49ers de San Francisco             | Jesse Sapolu (en) †     | Centre           | Rainbow Warriors d'Hawaï                    |                   |
| 310   | Broncos de Denver                  | Karl Mecklenburg (en) † | Linebacker       | Golden Gophers du Minnesota                 |                   |
| ND    | Cowboys de Dallas                  | Bill Bates (en) †       | Safety           | Volunteers du Tennessee                     |                   |
| ND    | Cowboys de Dallas                  | Mark Tuinei †           | Defensive tackle | Rainbow Warriors d'Hawaï                    |                   |
| ND    | Oilers de Houston                  | Brian Sochia (en) †     | Defensive tackle | Rangers de Northwestern Oklahoma State (en) |                   |
| ND    | Redskins de Washington             | Nate Newton †           | Offensive tackle | Rattlers de Florida A&M (en)                |                   |

#### Échanges tours suivants
1. ↑    1. 42 voir #3 Oilers → Seahawks
2. ↑    1. 49 voir #22 49ers → Chargers
3. ↑    1. 97 Les Rams échangent Jeff Rutledge (en) avec les Giants pour un choix de quatrième tour (97e).
4. ↑    1. 219 Chicago envoie Reuben Henderson (en) à San Diego pour des choix de quatrième et huitième tours (107e et 219e).

## Impact médiatique
La draft de la NFL est diffusée aux États-Unis pour la quatrième année consécutive sur la chaîne de télévision ESPN. Cette diffusion en direct dure dix heures, ce qui est alors le record de la plus longue diffusion d'un événement sportif sur la chaîne.

## Portée de la draft de 1983
En 1988, seulement cinq ans après la draft 1983 de la NFL, les recrues ont déjà marqué l'histoire de la National Football League. Dan Marino possède le record de yards et de touchdowns lancés sur une saison, Eric Dickerson possède celui du nombre de yards parcouru à la course sur une saison, trois quarterbacks ont joué un Super Bowl en tant que titulaire : Dan Marino, John Elway et Tony Eason. Quelques saisons plus tard, Jim Kelly ajoute son nom à la liste en perdant quatre Super Bowls consécutivement.
Richard Dent, meilleur joueur du Super Bowl XX et six autres titulaires des Bears de Chicago lors de leur victoire au Super Bowl XX, le meilleur marqueur de touchdowns en réception de passes de la saison 1984 Mark Clayton (en), ou encore Henry Ellard (en), receveur ayant accumulé le plus grand nombre de yards en réception de passes, sont tous sélectionnés dans la draft 1983 de la National Football League.

### Vidéographie
- (en) [vidéo] Elway to Marino, Ken Rodgers et NFL Films, 23 avril 2013, épisode 8 du Volume II de la série d'ESPN 30 for 30, 79 minutes.